# Coenosia stuckenbergi
Coenosia stuckenbergi este o specie de muște din genul Coenosia, familia Muscidae, descrisă de Zielke în anul 1971.
Este endemică în Zimbabwe. Conform Catalogue of Life specia Coenosia stuckenbergi nu are subspecii cunoscute.